# Демидово-Шелковская богадельня
Демидово-Шелковская богадельня — историческое здание в Пушкине, Санкт-Петербург. Построена в 1902—1904 годах. Выявленный объект культурного наследия. Расположено на Октябрьском бульваре, дом 16.

## История
Богадельня была учреждена по завещанию вдовы купца П. Е. Демидовой, умершей в 1896 году и отразившей в завещании требование построить двухэтажный каменный дом для престарелых женщин. Однако денег не хватало, и постройка началась, только когда к её капиталу душеприказчики присоединили также капитал умершей купеческой дочери А. Д. Шелковой. Поэтому новая богадельня получила название Демидово-Шелковской. Участок был выделен в 1901 году, проект в 1902 году составил архитектор С. А. Данини. Новая богадельня на 55 мест (из них 40 — в память Демидовой, 15 — в память Шелковой) была открыта 22 октября 1904 года. В 1906 году в богадельню были приняты 25 пожилых женщин из другой богадельни, находившейся во Дворцовом госпитале.
После Великой Отечественной войны здание было отремонтировано. На первом этаже разместилось отделение сберегательного банка, на втором — коммунальные службы. Позднее размещалась торгово-промышленная палата города Пушкин, в настоящее время — отделение банка «Санкт-Петербург».

## Архитектура
Здание кирпичное, двухэтажное. Для его отделки использован красный облицовочный кирпич и светлые штукатурные детали.